# Tabanus selousi
Tabanus selousi är en tvåvingeart som beskrevs av Austen 1912. Tabanus selousi ingår i släktet Tabanus och familjen bromsar.
Artens utbredningsområde är Sudan. Inga underarter finns listade i Catalogue of Life.